# Эйнштейн, Бернард
Бернард Сизар (Цезарь) Эйнштейн (англ. Bernhard Caesar Einstein, 10 июля 1930 — 30 сентября 2008) — швейцарско-американский инженер, сын Ганса Альберта Эйнштейна. Из троих известных биологических внуков Альберта Эйнштейна, всех сыновей Ганса, он был единственным, кто пережил детство.
После посещения Калифорнийского университета в Беркли и Швейцарской высшей технической школы Цюриха Бернард работал инженером в нескольких компаниях и организациях, включая Texas Instruments и Litton Industries, получив многочисленные патенты в области электроники.

## Ранние годы
Бернард Эйнштейн был сыном Ганса Альберта Эйнштейна и Фриды Эйнштейн (урожденная Кнехт), которые поженились в 1927 году в Швейцарии. Он родился 10 июля 1930 года в Дортмунде, Германия, где Ганс Альберт участвовал в проекте строительства моста. Ганс Альберт был единственным из троих детей Альберта Эйнштейна, который женился и имел детей.
Бернард провёл свои первые годы в Швейцарии до восьми лет, когда его семья переехала в Южную Каролину. Альберт Эйнштейн был очень обеспокоен ростом нацистской Германии и призвал своего сына Ганса Альберта эмигрировать в Соединённые Штаты, как он сам это сделал в 1933 году. Ганс Альберт прислушался к этому совету и перевёз свою семью в Гринвилл (штат Южная Каролина), где работал инженером-строителем в Инженерном корпусе армии США. Бернард провёл свои подростковые годы в Пасадене (Калифорния), где его отец стал профессором Калифорнийского технологического института, и в Беркли.
Бернард впервые встретил своего деда Альберта в возрасте двух лет. В детстве он путешествовал один, чтобы провести время с Альбертом в Нью-Джерси и на озере Саранак (англ.) в северной части штата Нью-Йорк. Альберт Эйнштейн умер в апреле 1955 года. Разделяя свою любовь к музыке с внуком, он завещал Бернарду свою скрипку в дополнение к скромной сумме денег.

## Семья
В 1954 году Бернард женился на Дорис Од Ашер (род. 1930), от которой у него было пятеро детей:
- Томас Мартин Эйнштейн (родился в 1955 году в Швейцарии), анестезиолог, отец троих детей
- Пол Майкл Эйнштейн (родился в 1959 году в Швейцарии), скрипач, живёт с семьёй во Франции; унаследовал от семьи скрипку Альберта Эйнштейна
- Эдуард Альберт «Тед» Эйнштейн (родился в 1961 году в Далласе, штат Техас), владелец группы мебельных магазинов, живёт в Техасе
- Мира Эйнштейн-Йехиэли (родилась в 1965 году в США), переехала в Израиль, музыкант и замужем за музыкантом
- Чарльз Куинси Ашер «Чарли» Эйнштейн (родился в 1971 году в США), живёт в Швейцарии, работает в коммерции и рекламе

## Образование и карьера
Бернард Эйнштейн не был серьёзным учеником в старших классах и в первые два года обучения в Калифорнийском университете в Беркли он преуспел только в немецком языке. Затем поступил на службу в армию США в 1954 году и закончил базовую подготовку в форте Орд (англ.), недалеко от Монтерея (штат Калифорния). Был размещён на юге Германии, где встретил свою первую жену Дорис Оде Ашер, на которой он женился в 1954 году. Эйнштейн говорил, что армия дала ему самодисциплину и, после увольнения, подал заявление в Швейцарский федеральный технологический институт (ETH) в Цюрихе (Швейцария), куда был успешно принят. Он пошёл по стопам своего деда и отца, чтобы изучать физику в ETH.
Получив диплом в ETH, Эйнштейн вернулся в Соединённые Штаты и работал инженером в Texas Instruments в Далласе (штат Техас).
Затем Эйнштейн переехал в Калифорнию и работал в Litton Industries в районе залива Сан-Франциско. Специализировался на технологиях электронных ламп и, в частности, на устройствах усиления света для ночного видения. Он получил четыре патента США, касающихся технологии усиления света, когда работал в Litton Industries. В 1974 году Бернард вернулся в Швейцарию и работал в области лазерных технологий в исследовательской лаборатории Швейцарской армии в Туне, получив ещё один патент США.